# SN 2001bf
SN 2001bf – supernowa typu Ia odkryta 3 maja 2001 roku w galaktyce M+04-42-22. W momencie odkrycia miała maksymalną jasność 16,50m.